# تيري هانسون
تيري هانسون (بالإنجليزية: Terry Hanson)‏ هو مقدم تلفزيوني أمريكي، ولد في 16 يونيو 1947 في سانت لويس الشرقية ‏ في الولايات المتحدة.